# Szrírangam
Szrírangam (tamil nyelven: ஸ்ரீரங்கம் átírva: Srīraṅkam, angolul: Srirangam) város India déli részén, Tamilnádu szövetségi államban, a Kaveri folyó egy szigetén Tiruccsirápallival szemközt. Lakosainak száma 181 ezer fő volt 2001-ben.
A várost csaknem teljesen a hatalmas templom falai veszik körbe, amely Visnu híveinek zarándokhelye Dél-India egyik legnagyobb templomkomplexumával. Decemberben India minden pontjáról összegyűlnek a zarándokok a Vaikunta Ekádasi-ünnepre.

## Templomkomplexum
A templomot hét, befelé egyre alacsonyabb fal veszi körül. A templom valójában ott kezdődik, ahol elérjük a mandapamot a negyedik falon belül. Ez is az ezer oszlopos templom csarnokok egyike és a bejárati kapukat három gopuram őrzi.
A templomkomplexum általános szerkezete a hatalmas kapuépítményeivel (gopuramok) és egymásba ágyazott koncentrikus udvaraival a későbbiekben modellje lett a déli, dravida vallási központoknak, templomoknak még ott is, ahol nem alakult ki a nagy tömegek befogadására alkalmas, magát a szentélyt körülvevő térszerkezet.
Az építkezés kb. 1000-ben kezdődött a Kauveri folyó két ága által körülzárt területen, bár ekkor még csak egy szerény garbhagriha és a hozzá tartozó oszlopos csarnok, illetve a fallal körülvett udvar készült el. Mivel népszerűsége az elkövetkező 500 évben folyamatosan nőtt, ezt a komplexumot  bővíteni kellett, ezért megépültek az épületeket körülzáró falak, felújították, kiigazították az észak-déli tengelyt, de meghagyták az építészeti folytonosságot, a formális egységet. Az új építésű udvarokban további szentélyeket és többoszlopos csarnokokat hoztak létre, medencéket a rituális fürdő céljára, majd a fallal kitöltött oszlopsorok mellett felépült a templomi elefántistálló, és egy épület a rituális, szent helyek működtetését végző személyzet részére. Mire a negyedik bővítés elkészült, a templom fala magába foglalt egy kisebb várost, és a zárt terület csaknem egy négyzetkilométer nagyságú lett. A komplexum ma már mintegy 156 hektár területet foglal el. A bővítés során a meglehetősen szerény eredeti templom kapott egy nagyobb épületet, de ez még mindig eltörpül a hatalmas álboltozatos kapuátjárók (gopuramok) mellett, amelyek a létesítmény tengelyében helyezkednek el. A legkülső falba három gopuram épült az oldalak felezőpontján, hogy azok megfeleljenek a teologikus szövegek által előírt tájolásnak is. A kapuk külső felülete enyhén befelé lépcsősen emelkedik, majd az átjáró tetejének bonyolult faragott díszei következnek. Az utolsó gopuram az 1980-as években épült, becslések szerint 25 000 tonnát nyom.

## Galéria

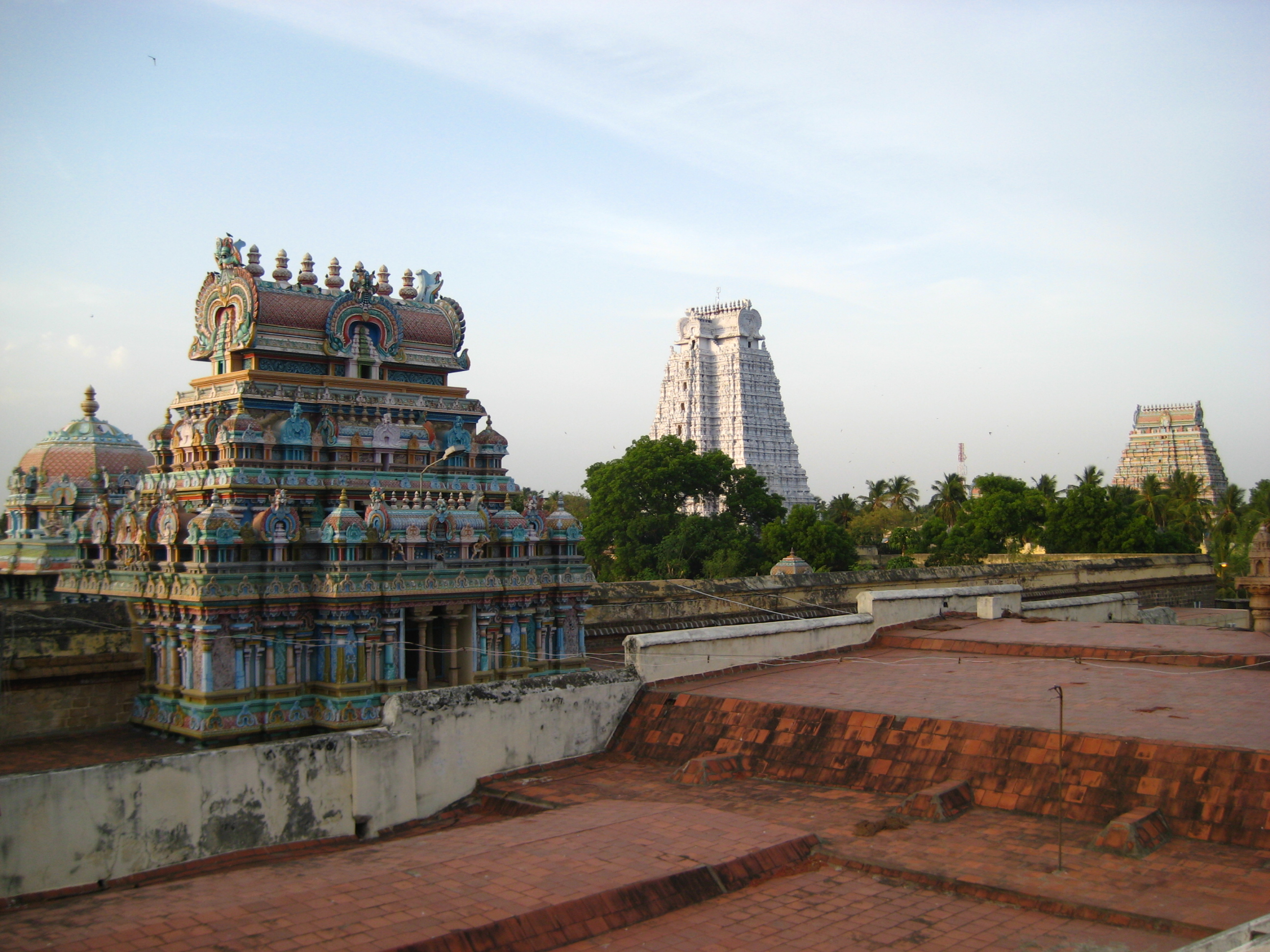
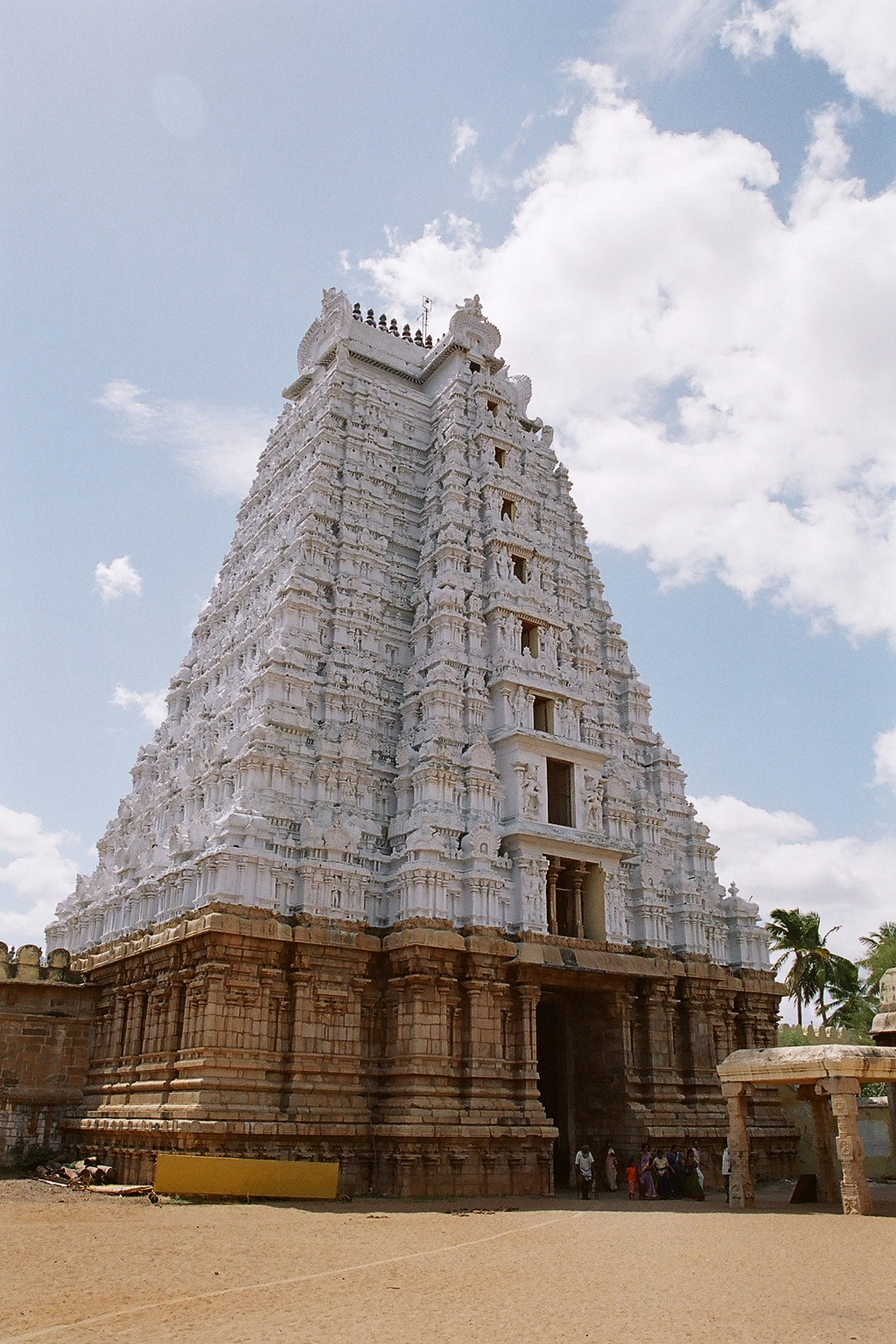
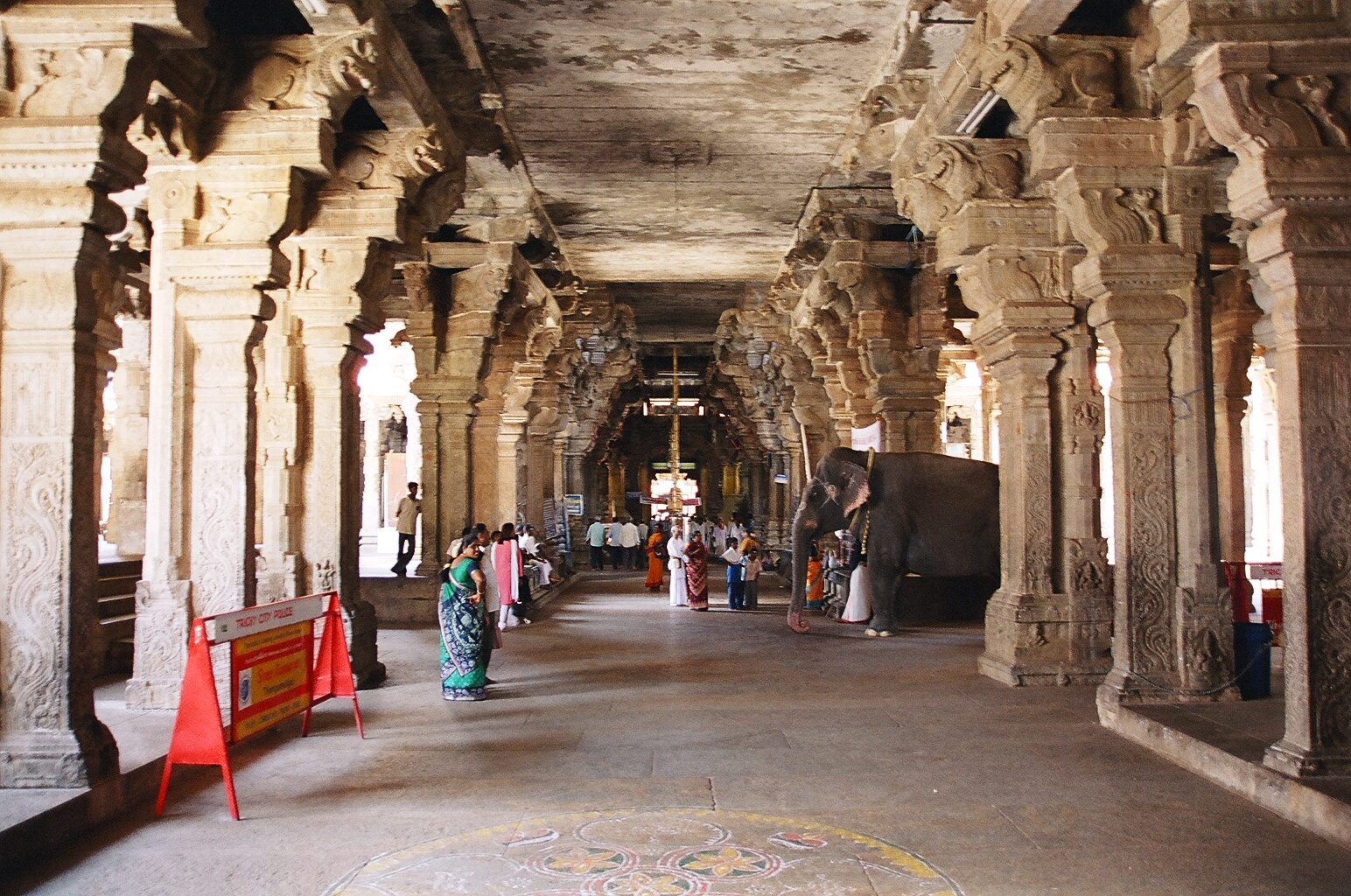
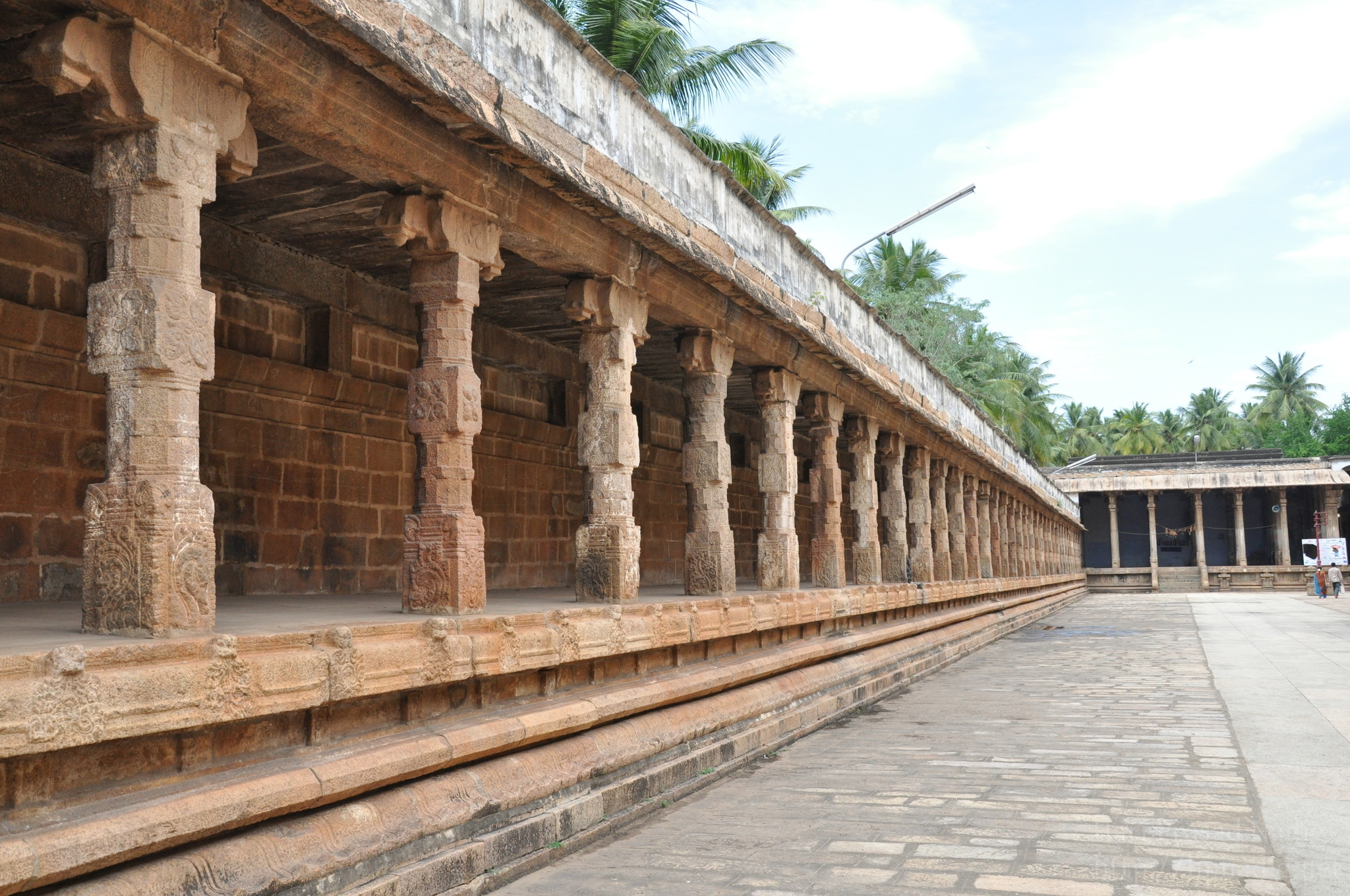